# Wetterfeld (Laubach)
Wetterfeld ist ein Straßendorf und seit 1970 ein Stadtteil der Stadt Laubach im mittelhessischen Landkreis Gießen. In  der Gemarkung befinden sich auch die Siedlungsplätze Hessenbrückenhammer, Waldhaus Wetterhorst und die Wüstung Bürgeln.

## Geografische Lage
Wetterfeld liegt am Rande des Naturparks Vulkanregion Vogelsberg an der Wetter, 2,5 km nordwestlich von Laubach. In Ortsnähe mündet die Lauter in die Wetter. Durch den Ort verläuft die Landesstraße 3481.

## Ortsgeschichte

### Vor- und Frühgeschte
Funde aus der Jungsteinzeit lassen auf eine sehr frühe Besiedlung schließen.

### Mittelalter
Erstmals urkundlich erwähnt wurde der Ort „Weterefelt“ in den Jahren 802 bzw. 817 im Codex Eberhardi des Klosters Fulda. Ein Frecholf und sein Bruder Tarolf übertrugen dem Kloster ihre Besitzungen in Wetterfeld in der Mark Laubach: „... in loco Weterefelt in finibus Loupeche“ (wörtlich: Wetterfeld in den Grenzen Laubachs). Das Kopiar des Mönchs Eberhard, in dem der Codex überliefert wurde, wurde um 1160 vollendet.
Das Dorf befand sich im 12. Jahrhundert im Besitz der Familie von Münzenberg. Nach deren Aussterben 1255 fiel in der Münzenberger Erbschaft ein Teil des Münzenberger Besitzes an die Familie von Falkenstein.
1239 heißt es in einer Urkunde: „... bona in Weddervelden“ (Güter in Wetterfeld). 1396 wird „vnsen hab zu Wedirfelde“ (unser Hof zu W.) erwähnt. In der Namensforschung wird der Ortsname als „Siedlung im Flußbereich der Wetter“ gedeutet.
Für 1289 sind im Dorf Güter des Klosters Wirberg aus der Schenkung Heinrichs von Seligenstadt belegt. 1239 verpfändete Ulrich I. von Münzenberg dem Schultheißen von Grünberg die Einkünfte von seinen Gütern in Wetterfeld. Im Jahr 1272 gaben die Falkensteiner dem Ritter Guntram von Bessingen ein Lehen im Ort. Um 1347 erhielt ein Hermann von Schachheim den Zehnten von Wetterfeld als falkensteinisches Lehen. 1349 kaufte das Marienstift zu Lich von Philipp IV. von Falkenstein-Münzenberg eine jährliche Gülte von aus der Bede zu Wetterfeld. Nach dem Tode des letzten Falkensteiners Werner von Falkenstein, der 1418 als Erzbischof von Trier starb, fiel Wetterfeld an die Grafen von Solms. In den Solmser Teilungen zwischen 1420 und 1436 fiel der Ort schließlich an Graf Johann von Solms-Lich, aus der sich die Linie Solms-Laubach abspaltete.
1440 gab Graf Johann von Solms den Brüdern Kraft und Henne (Johann) von Bellersheim die Vogtei zu Wetterfeld. Lise von Nordeck, die Witwe des Henne von Bellersheim, entband 1456 die Einwohner von Wetterfeld von ihrem Eid, da sie das Dorf an die Grafen von Solms verkauft hatte.

### Neuzeit
Im Jahr 1573 sind erneut Bellersheimer als mit der Vogtei zu Wetterfeld belehnt beurkundet, und Neubelehnungen an diese sind bis 1781 verzeichnet. 1806 fiel Wetterfeld an das Großherzogtum Hessen.
Schwere Folgen für Wetterfeld brachte der Dreißigjährige Krieg. Sie werden in der Wetterfelder Chronik des Pfarrers Hirsch umfassend beschrieben.
Wetterfeld wurde am 29. März 1945 von US-amerikanischen Truppen besetzt. Am 10. April ermordeten Wetterfelder, unter ihnen der Bürgermeister Bernhard Münch, einen als Gegner der NS-Herrschaft auftretenden Postbeamten.
Von 1890 bis 1959 hatte Wetterfeld einen Bahnanschluss an der dann stillgelegten Bahnstrecke Hungen-Laubach; geplante Reaktivierungsüberlegungen scheiterten an der Kosten-Nutzen-Analyse.
Hessische Gebietsreform (1970–1977)
Im Zuge der Gebietsreform in Hessen wurde die bis dahin selbständige Gemeinde Wetterfeld zum 31. Dezember 1970 auf freiwilliger Basis in die Stadt Laubach eingemeindet. Für den Stadtteil Wetterfeld wurde, wie für die anderen eingemeindeten ehemals eigenständigen Gemeinden von Laubach, ein Ortsbezirk eingerichtet.

### Verwaltungsgeschichte im Überblick
Die folgende Liste zeigt die Staaten und Verwaltungseinheiten, denen Wetterfeld angehört(e):
- vor 1806: Heiliges Römisches Reich, Grafschaft Solms-Laubach (Anteil an der Herrschaft Münzenberg), Amt Laubach
- ab 1806: Großherzogtum Hessen,[Anm. 2] Fürstentum Oberhessen, Amt Laubach (des Grafen Solms-Laubach)[20]
- ab 1815: Großherzogtum Hessen, Provinz Oberhessen, Amt Laubach (des Grafen Solms-Laubach)[21]
- ab 1820: Großherzogtum Hessen, Provinz Oberhessen, Amt Laubach[Anm. 3]
- ab 1822: Großherzogtum Hessen, Provinz Oberhessen, Landratsbezirk Hungen[22][Anm. 4]
- ab 1837: Großherzogtum Hessen, Provinz Oberhessen, Kreis Grünberg
- ab 1848: Großherzogtum Hessen, Regierungsbezirk Gießen
- ab 1852: Großherzogtum Hessen, Provinz Oberhessen, Kreis Schotten
- ab 1867: Norddeutscher Bund, Großherzogtum Hessen, Provinz Oberhessen, Kreis Schotten
- ab 1871: Deutsches Reich, Großherzogtum Hessen, Provinz Oberhessen, Kreis Schotten
- ab 1918: Deutsches Reich, Volksstaat Hessen, Provinz Oberhessen, Kreis Schotten
- ab 1938: Deutsches Reich, Volksstaat Hessen, Landkreis Gießen[23][Anm. 5]
- ab 1945: Deutsches Reich, Amerikanische Besatzungszone,[Anm. 6] Groß-Hessen, Regierungsbezirk Darmstadt, Landkreis Gießen
- ab 1946: Deutsches Reich, Amerikanische Besatzungszone, Hessen, Regierungsbezirk Darmstadt, Landkreis Gießen
- ab 1949: Bundesrepublik Deutschland, Hessen, Regierungsbezirk Darmstadt, Landkreis Gießen
- ab 1971: Bundesrepublik Deutschland, Hessen, Regierungsbezirk Darmstadt, Landkreis Gießen, Stadt Laubach
- ab 1977: Bundesrepublik Deutschland, Hessen, Regierungsbezirk Darmstadt, Lahn-Dill-Kreis, Stadt Laubach
- ab 1979: Bundesrepublik Deutschland, Hessen, Regierungsbezirk Darmstadt, Landkreis Gießen, Stadt Laubach
- ab 1981: Bundesrepublik Deutschland, Hessen, Regierungsbezirk Gießen, Landkreis Gießen, Stadt Laubach

### Gerichtszugehörigkeit seit 1803
In der Landgrafschaft Hessen-Darmstadt wurde mit Ausführungsverordnung vom 9. Dezember 1803 das Gerichtswesen neu organisiert. Für das Fürstentum Oberhessen (ab 1815 Provinz Oberhessen) wurde das „Hofgericht Gießen“ eingerichtet. Es war für normale bürgerliche Streitsachen Gericht der zweiten Instanz, für standesherrliche Familienrechtssachen und Kriminalfälle die erste Instanz. Übergeordnet war das Oberappellationsgericht Darmstadt. Die Rechtsprechung der ersten Instanz wurde durch die Ämter bzw. Standesherren vorgenommen und somit war für Wetterfeld ab 1806 das „Patrimonialgericht der Grafen Solms-Laubach“ in Laubach zuständig. Nach der Gründung des Großherzogtums Hessen 1806 wurden die Aufgaben der ersten Instanz 1821–1822 im Rahmen der Trennung von Rechtsprechung und Verwaltung auf die neu geschaffenen Land- bzw. Stadtgerichte übertragen. Ab 1822 ließen die Grafen Solms-Laubach ihre Rechte am Gericht durch das Großherzogtum Hessen in ihrem Namen ausüben. „Landgericht Laubach“ war daher die Bezeichnung für das erstinstanzliche Gericht, das für Wetterfeld zuständig war. Auch auf sein Recht auf die zweite Instanz, die durch die Justizkanzlei in Hungen ausgeübt wurde verzichtete der Graf 1823. Erst infolge der Märzrevolution 1848 wurden mit dem „Gesetz über die Verhältnisse der Standesherren und adeligen Gerichtsherren“ vom 15. April 1848 die standesherrlichen Sonderrechte endgültig aufgehoben.
Anlässlich der Einführung des Gerichtsverfassungsgesetzes mit Wirkung vom 1. Oktober 1879, infolge derer die bisherigen großherzoglichen Landgerichte durch Amtsgerichte an gleicher Stelle ersetzt wurden, während die neu geschaffenen Landgerichte nun als Obergerichte fungierten, kam es zur Umbenennung in „Amtsgericht Laubach“ und Zuteilung zum Bezirk des Landgerichts Gießen.
Am 1. Juli 1968 erfolgte die Auflösung des Amtsgerichts, die Gemeinde Wetterfeld wurde dem Sprengels des Amtsgerichts Gießen zugelegt.

### Wirtschaft

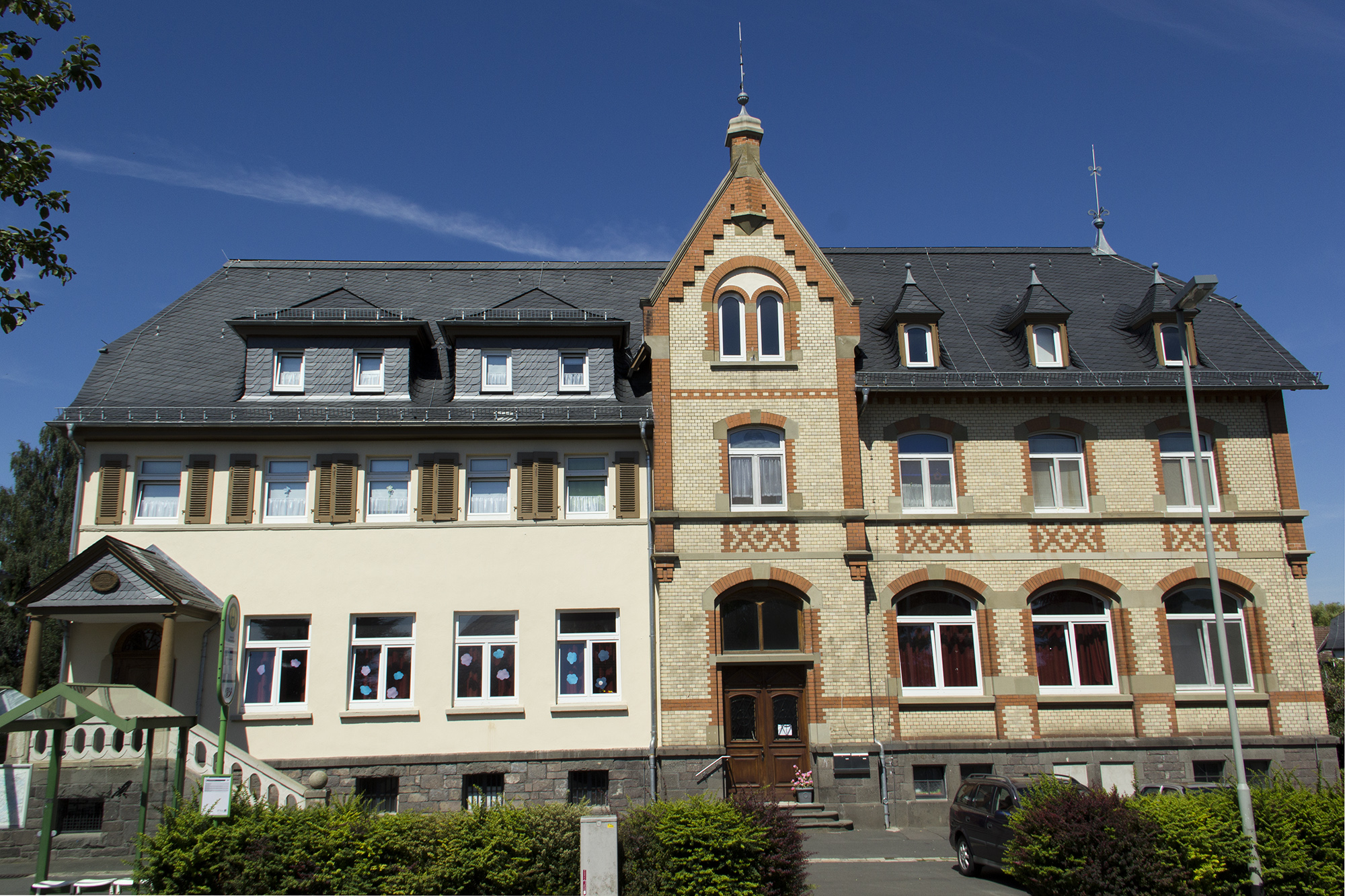
Die ehemalige Schule ist heute das Dorfgemeinschaftshaus von Wetterfeld.

Von Ende des 18. bis zum Beginn des 20. Jahrhunderts sind rund 80 Auswanderer nach Amerika oder Australien verzeichnet, die meisten aus wirtschaftlicher Not.
1890 wird Wetterfeld Bahnstation der Bahnstrecke Friedberg–Mücke. Die Einstellung des Personenverkehrs erfolgte zum 31. Mai 1959, die Einstellung des Güterverkehrs zum 31. Dezember 1997.
Zu Beginn des 20. Jahrhunderts wurden Wasser- und Elektrizitätsleitungen gelegt, eine Molkerei sowie eine neue Schule und ein neues Pfarrhaus errichtet. Die Schule wurde 1974 geschlossen.

## Bevölkerung

### Einwohnerstruktur 2011
Nach den Erhebungen des Zensus 2011 lebten am Stichtag dem 9. Mai 2011 in Wetterfeld 930 Einwohner. Darunter waren 39 (4,0 %) Ausländer.
Nach dem Lebensalter waren 153 Einwohner unter 18 Jahren, 384 zwischen 18 und 49, 201 zwischen 50 und 64 und 189 Einwohner waren älter. Die Einwohner lebten in 384 Haushalten. Davon waren 102 Singlehaushalte, 129 Paare ohne Kinder und 117 Paare mit Kindern, sowie 30 Alleinerziehende und 6 Wohngemeinschaften. In 78 Haushalten lebten ausschließlich Senioren und in 249 Haushaltungen lebten keine Senioren.

### Einwohnerentwicklung
| • 1631: | 40 Untertanen |

| Wetterfeld: Einwohnerzahlen von 1830 bis 2011 | Wetterfeld: Einwohnerzahlen von 1830 bis 2011 | Wetterfeld: Einwohnerzahlen von 1830 bis 2011 | Wetterfeld: Einwohnerzahlen von 1830 bis 2011 | Wetterfeld: Einwohnerzahlen von 1830 bis 2011 |
| --- | --------------------------------------------- | --------------------------------------------- | --------------------------------------------- | --------------------------------------------- |
| Jahr |                                               |                                               |                                               | Einwohner                                     |
| 1830 | 1830                                          |                                               | 486                                           | 486                                           |
| 1834 | 1834                                          |                                               | 472                                           | 472                                           |
| 1840 | 1840                                          |                                               | 524                                           | 524                                           |
| 1846 | 1846                                          |                                               | 542                                           | 542                                           |
| 1852 | 1852                                          |                                               | 533                                           | 533                                           |
| 1858 | 1858                                          |                                               | 533                                           | 533                                           |
| 1864 | 1864                                          |                                               | 533                                           | 533                                           |
| 1871 | 1871                                          |                                               | 530                                           | 530                                           |
| 1875 | 1875                                          |                                               | 542                                           | 542                                           |
| 1885 | 1885                                          |                                               | 486                                           | 486                                           |
| 1895 | 1895                                          |                                               | 462                                           | 462                                           |
| 1905 | 1905                                          |                                               | 492                                           | 492                                           |
| 1910 | 1910                                          |                                               | 509                                           | 509                                           |
| 1925 | 1925                                          |                                               | 493                                           | 493                                           |
| 1939 | 1939                                          |                                               | 460                                           | 460                                           |
| 1946 | 1946                                          |                                               | 676                                           | 676                                           |
| 1950 | 1950                                          |                                               | 680                                           | 680                                           |
| 1956 | 1956                                          |                                               | 576                                           | 576                                           |
| 1961 | 1961                                          |                                               | 573                                           | 573                                           |
| 1967 | 1967                                          |                                               | 610                                           | 610                                           |
| 1980 | 1980                                          |                                               | ?                                             | ?                                             |
| 1990 | 1990                                          |                                               | ?                                             | ?                                             |
| 2000 | 2000                                          |                                               | ?                                             | ?                                             |
| 2011 | 2011                                          |                                               | 930                                           | 930                                           |
| Datenquelle: Historisches Gemeindeverzeichnis für Hessen: Die Bevölkerung der Gemeinden 1834 bis 1967. Wiesbaden: Hessisches Statistisches Landesamt, 1968. Weitere Quellen: ; Zensus 2011 |                                               |                                               |                                               |                                               |

### Historische Erwerbstätigkeit
| • 1961: | Erwerbspersonen: 119 Land- und Forstwirtschaft, 110 Prod. Gewerbe, 21 Handel, Verkehr und Nachrichtenübermittlung, 18 Dienstleistung und Sonstiges. |

## Religion

### Verbindungen zum Kloster Arnsburg

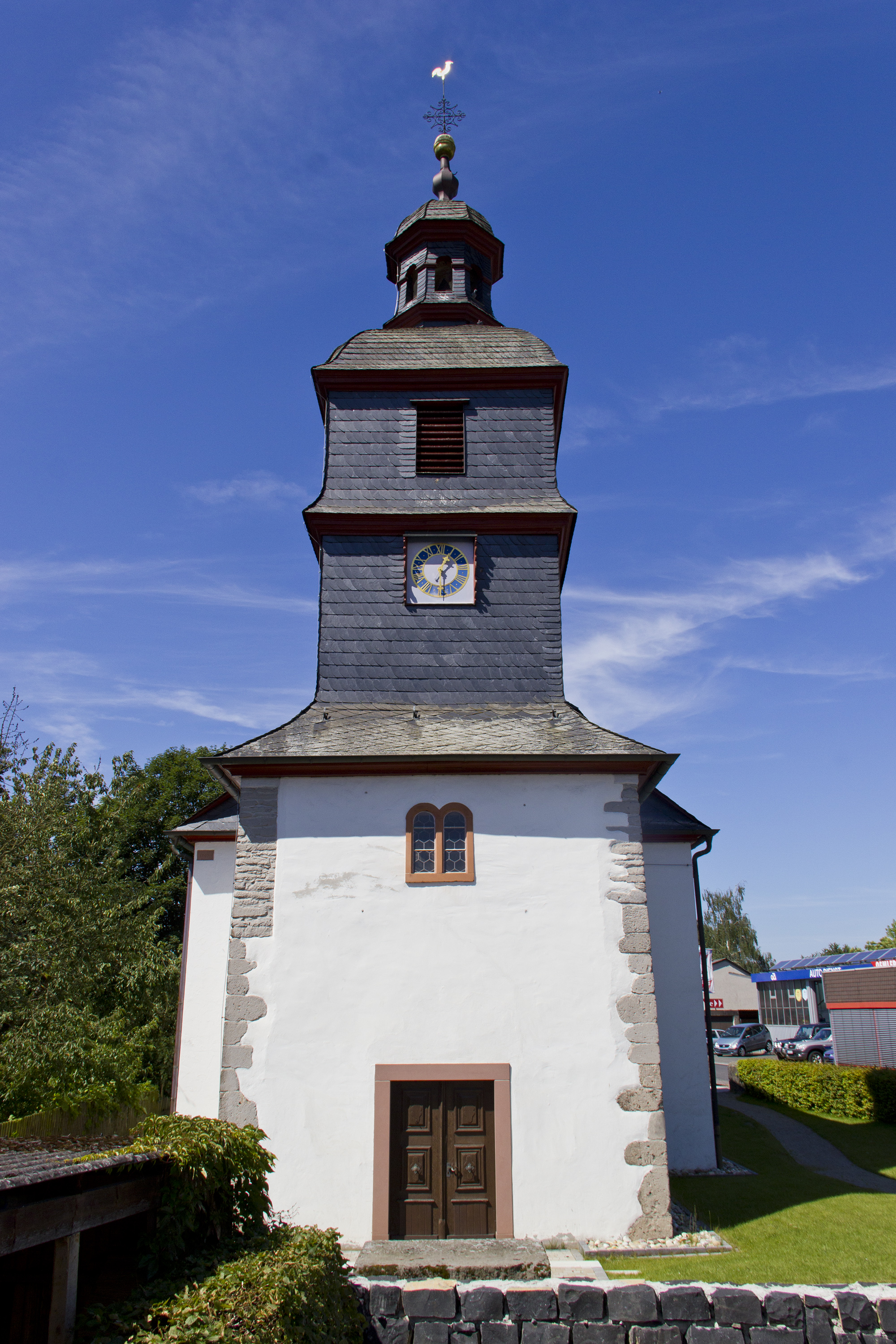
Evangelische Kirche Wetterfeld

In den Jahren 1287 bzw. 1322 wurden dem Kloster Arnsburg testamentarisch die Wetterfelder Güter eines Ritters Guntram de Olfe und dessen Frau, bzw. die des Ritters Johann, Sohn des Ritters und Frankfurter Schöffen Volrad vermacht. 1359 verkaufte ein Grünberger Bürger, genannt Volpracht von Saasen, dem Kloster Arnsburg die von seinem Vater geerbte Gülte zu Wetterfeld und 1369 ein Ritter Hartmut Huser von Hohenberg Äcker zu Wetterfeld. Sieben Besitzungen in Wetterfeld wurden dann 1489 vom Kloster Arnsburg an das Antoniterkloster Grünberg verkauft.

### Pfarrei und Kirche
Ein erstes Kirchengebäude wird im Jahre 1305 erwähnt. Das Kirchenpatronat wurde bis 1456 von den Rittern von Bellersheim ausgeübt, dann an die Grafen zu Solms-Lich verkauft und von diesen 1548 an die Grafen zu Solms-Laubach weitergegeben. Im 15. Jahrhundert war die Pfarre Wetterfeld, zu der als Filial auch Röthges gehörte, dem Archidiakonat St. Johannis zu Mainz unterstellt. Mit dem Patronatswechsel kam es auch zur Einführung der Reformation im Ort. Als erster evangelischer Pfarrer ist 1555 ein Michael Gerth vermerkt; die Gemeinde trat der Unierten Kirche bei. Die heutige Evangelische Kirche Wetterfeld besteht aus zwei Baukörpern, einem Chorturm aus der Zeit um 1300 und einem barocken Kirchenschiff, das 1747–1749 errichtet wurde.

### Historische Religionszugehörigkeit
| • 1830: | 464 evangelische, 16 katholische, 6 mennonitische Einwohner             |
| • 1961: | 517 evangelische (= 89,8 %), 54 römisch-katholische (= 9,4 %) Einwohner |

## Politik
Für den Stadtteil Wetterfeld besteht ein Ortsbezirk (Gebiete der ehemaligen Gemeinde Wetterfeld) mit Ortsbeirat und Ortsvorsteher nach der Hessischen Gemeindeordnung.
Der Ortsbeirat besteht aus neuen Mitgliedern. Bei den Kommunalwahlen in Hessen 2021 betrug die Wahlbeteiligung zum Ortsbeirat 46,99 %. Dabei wurden gewählt: jeweils drei Mitglieder der CDU, der SPD und der „Freien Wähler“ (FW). Der Ortsbeirat wählte Ralf Ide (FW) zum Ortsvorsteher.

## Vereine
Im Ort gibt es folgende Vereine:
- Freiwillige Feuerwehr Wetterfeld (gegründet 1924)
- Gesangverein 1912 Wetterfeld
- Landfrauen Wetterfeld
- Skatclub
- Sportverein „Germania“ (gegründet 1929)
- VdK-Ortsverband Wetterfeld

## Persönlichkeiten
- Georg Koch (1872–1957), evangelischer Pfarrer, Volkskundler, Bibliothekar und Hochschullehrer
- Hermann Hager (1923–1986), Neuropathologe und Hochschullehrer, lebte in Wetterfeld